# Schriftliches Wurzelziehen

Handschriftliche Berechnung, animiert

Das schriftliche Wurzelziehen ist ein Verfahren zur Berechnung der Quadratwurzel einer rationalen Zahl, das ohne Rechner durchgeführt werden kann. Es ähnelt der schriftlichen  Division und liefert bei jedem Rechenschritt eine Stelle des Ergebnisses. Grundlage des schriftlichen Wurzelziehens sind die binomischen Formeln.
In der Schule wird das schriftliche Wurzelziehen heute kaum noch gelehrt, auch in früherer Zeit wurde es nur selten angewandt. Die Gründe sind zum einen die geringere praktische Bedeutung des Wurzelziehens im Gegensatz zu den Grundrechenarten, zum anderen sind iterative Verfahren wie das Heron-Verfahren (babylonisches Wurzelziehen) einfacher auszuführen und liefern meist schneller eine ausreichende Genauigkeit.
Die Kubikwurzel schriftlich zu ziehen ist ebenfalls möglich. Diese noch seltener angewandte Methode ist eine Erweiterung des Prinzips, das für das Ziehen der Quadratwurzel angewendet wird. Auch Wurzeln mit höheren Exponenten können mit diesem Verfahren gezogen werden. Außerdem sind alle diese Berechnungen auch in anderen Zahlensystemen möglich.

## Verfahren für die Quadratwurzel
Der Radikand wird zunächst vom Komma ausgehend nach rechts und links in Gruppen zu je zwei Stellen unterteilt. Die vorderste (ein- oder zweistellige) Gruppe liefert die erste Stelle des Ergebnisses, indem die größte einstellige Zahl gesucht wird, deren Quadrat nicht größer als diese Zahl ist. Das Quadrat dieser Zahl wird dann von der vordersten Gruppe subtrahiert, die Differenz in die nächste Zeile geschrieben und mit der nächsten Zweiergruppe des Radikanden ergänzt.
Für die Ermittlung der nächsten (und jeder weiteren) Stelle kommt die erste binomische Formel zum Einsatz: {\displaystyle (a+b)^{2}=a^{2}+2ab+b^{2}}. {\displaystyle b} ist die gesuchte nächste Stelle, {\displaystyle a} das bisherige Ergebnis, zur stellengerechten Darstellung mit einer angehängten Null. {\displaystyle a^{2}} wurde bereits durch die vorherigen Schritte vom Radikanden subtrahiert; um an das Ergebnis die Stelle {\displaystyle b} anhängen zu können, müssen jetzt die Glieder {\displaystyle 2ab} und {\displaystyle b^{2}} subtrahiert werden.
Die oben ermittelte Zahl wird also durch {\displaystyle 2a} dividiert, das Ergebnis ist {\displaystyle b}, der Rest darf allerdings nicht kleiner als {\displaystyle b^{2}} sein. Nach Subtraktion von {\displaystyle 2ab} und {\displaystyle b^{2}} wird die nächste Zweiergruppe des Radikanden hinzugezogen und der nächste Rechenschritt in gleicher Weise ausgeführt. Beendet ist das Verfahren entweder, wenn der Radikand durch die wiederholten Subtraktionen auf Null reduziert werden konnte (dann ist der Radikand eine Quadratzahl) oder das Ergebnis eine ausreichende Genauigkeit aufweist (als Nachkommastellen des Radikanden können beliebig viele Nullen angehängt werden).

## Darstellung mittels konkreter Beispiele

### Quadratwurzel aus 2916
Es soll die Wurzel aus 2916 bestimmt werden:
Als erster Schritt wird die Ziffernfolge der Zahl in Zweiergruppen zerlegt und zwar ausgehend vom Komma. Fehlt ein Komma (wie im vorliegenden Beispiel), dann ist der Ausgangspunkt die Ziffer, die rechts außen steht.
```
 ______
√ 29 16 = ?
```

Die größte Quadratzahl, die kleiner oder gleich 29 ist, ist {\displaystyle 25=5\cdot 5}. Die erste Stelle des Ergebnisses ist also 5. {\displaystyle 29-25=4}. Zu der Zahl 4 fügt man die hinteren beiden Ziffern 16 und erhält also 416:
```
 ______
√ 29 16 = 5
 -25
   4 16
```

Um die zweite Ziffer des Ergebnisses zu erhalten (b), muss man nun durch {\displaystyle 2\cdot a} (hier: {\displaystyle 2\cdot 50=100}) teilen, wobei ein ausreichender Rest bleiben muss: 416 : 100 = 4 mit Rest 16. Der Rest 16 entspricht 4², die Berechnung geht also auf Null auf, da 2916 eine Quadratzahl ist.
```
 ______
√ 29 16 = 54
 -25
  __
   4 16
  -4 00
  -  16
   ____
      0
```

Ähnlich dem schriftlichen Dividieren wird hier die stellengerecht eingerückte Darstellung genutzt, um die Berechnung auf die gerade relevanten Stellen zu konzentrieren.
Durch das Aufgehen der Rechnung lässt sich bei diesem Verfahren ohne Proberechnung herausfinden, ob der Radikand tatsächlich eine Quadratzahl war, iterative Verfahren liefern dagegen immer nur einen Näherungswert.
Das Heron-Verfahren auf das Beispiel 2916 angewandt liefert bei Wahl von 50 als Startwert nach zwei Iterationen die Näherung {\displaystyle x\approx 54{,}00023}.
Bei der Wahl von 2916 als Startwert müssen dagegen etwa zehn Rechenschritte für ein vergleichbares Ergebnis ausgeführt werden.

### Quadratwurzel aus 2538413,6976

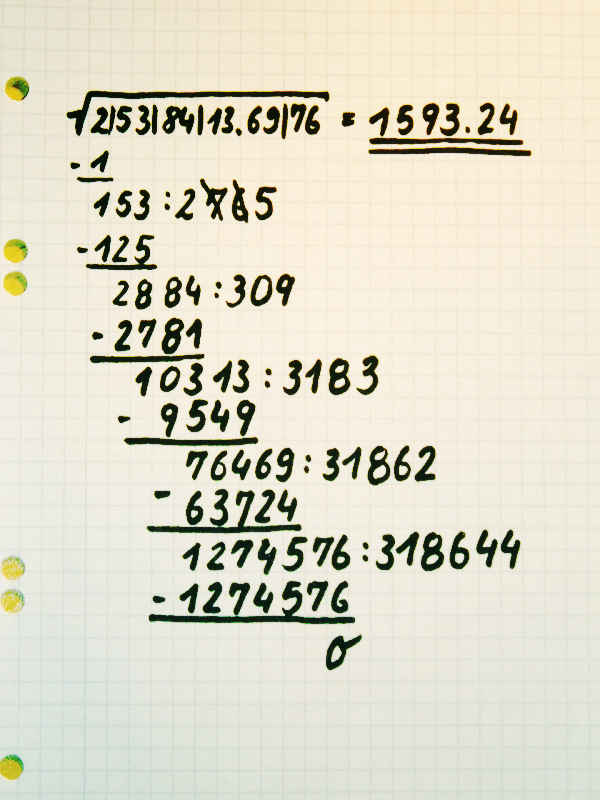
Beispiel

1. Man sucht die größte Quadratzahl, die sich von der ersten Gruppe abziehen lässt (in unserem Beispiel 1). Deren Quadratwurzel ist die erste Ziffer des Ergebnisses.
2. Die Quadratzahl selbst wird von der ersten Gruppe subtrahiert (2 − 1).
3. Zur Differenz werden die Ziffern der nächsten Gruppe hinzugefügt (153).
4. Von der neuen Zahl wird die letzte Stelle nicht berücksichtigt (15) und diese dann durch das Doppelte des bisherigen Ergebnisses dividiert (15 : 2).
5. Der auf eine ganze Zahl abgerundete Quotient (7) wird für die Faktoren bei der Multiplikation im nächsten Schritt genommen. Der Wert wird dem Divisor (2) angefügt und bildet den zweiten Faktor für die Multiplikation (27·7). Ist der Quotient größer als 9, wird immer die Ziffer 9 zur Faktorbildung verwendet. Wenn das Produkt größer ist, als die entstandene Zahl aus Schritt 3 (153), werden beide Faktoren so lange um 1 vermindert, bis die Zahl kleiner ist (27·7 = 189 > 153 → 26·6 = 156 > 153 → 25·5 = 125 < 153).
6. Die letzte Ziffer des Faktors ist die nächste Ziffer des Ergebnisses (beide Faktoren haben die gleiche Endziffer) (5).
7. Das Produkt wird nun von der Zahl aus Schritt 3 abgezogen. Man fährt bei 3. fort, bis die Wurzel gezogen oder mit der gewünschten Genauigkeit berechnet ist.

## Erweiterung auf höhere Wurzelexponenten und andere Zahlensysteme
Wenn der Wurzelexponent {\displaystyle n} größer als 2 ist, wird der Radikand nicht in Zweiergruppen, sondern in Gruppen der Länge {\displaystyle n} unterteilt. Es kommt jeweils die binomische Formel des jeweiligen Grades zur Anwendung, was aber jenseits des dritten Grades bereits sehr unhandlich wird, da die Gleichungen immer komplexer werden. Außerdem kann die gesamte Berechnung in einem Stellenwertsystem mit einer anderen Basis als 10 durchgeführt werden.

## Beispiele

### Quadratwurzel aus 2 binär
```
      1. 0  1  1  0  1
    ------------------
   / 10.00 00 00 00 00     1
/\/   1                  + 1
     -----               ----
      1 00                100
         0               +  0
     --------            -----
      1 00 00             1001
        10 01            +   1
     -----------         ------
         1 11 00          10101
         1 01 01         +    1
         ----------      -------
            1 11 00       101100
                  0      +     0
            ----------   --------
            1 11 00 00    1011001
            1 01 10 01          1
            ----------
               1 01 11 Rest
```

### Quadratwurzel aus 3
```
     1. 7  3  2  0  5
    ----------------------
   / 3.00 00 00 00 00
/\/  1 = 20*0*1+1^2
     -
     2 00
     1 89 = 20*1*7+7^2
     ----
       11 00
       10 29 = 20*17*3+3^2
       -----
          71 00
          69 24 = 20*173*2+2^2
          -----
           1 76 00
                 0 = 20*1732*0+0^2
           -------
           1 76 00 00
           1 73 20 25 = 20*17320*5+5^2
           ----------
              2 79 75
```

### Kubikwurzel aus 5
```
     1.  7   0   9   9   7
    ----------------------
  3/ 5.000 000 000 000 000
/\/  1 = 300*(0^2)*1+30*0*(1^2)+1^3
     -
     4 000
     3 913 = 300*(1^2)*7+30*1*(7^2)+7^3
     -----
        87 000
             0 = 300*(17^2)*0+30*17*(0^2)+0^3
       -------
        87 000 000
        78 443 829 = 300*(170^2)*9+30*170*(9^2)+9^3
        ----------
         8 556 171 000
         7 889 992 299 = 300*(1709^2)*9+30*1709*(9^2)+9^3
         -------------
           666 178 701 000
           614 014 317 973 = 300*(17099^2)*7+30*17099*(7^2)+7^3
           ---------------
            52 164 383 027
```

### Vierte Wurzel aus 7
```
     1.   6    2    6    5    7
    ---------------------------
  4/ 7.
/\/  -
     6 0000
     5 5536 = 4000*(1^3)*6+600*(1^2)*(6^2)+40*1*(6^3)+6^4
     ------
       4464 0000
       3338 7536 = 4000*(16^3)*2+600*(16^2)*(2^2)+40*16*(2^3)+2^4
       ---------
       1125 2464 0000
       1026 0494 3376 = 4000*(162^3)*6+600*(162^2)*(6^2)+40*162*(6^3)+6^4
       --------------
         99 1969 6624 0000
         86 0185 1379 0625 = 4000*(1626^3)*5+600*(1626^2)*(5^2)+
         -----------------   40*1626*(5^3)+5^4
         13 1784 5244 9375 0000
         12 0489 2414 6927 3201 = 4000*(16265^3)*7+600*(16265^2)*(7^2)+
         ----------------------   40*16265*(7^3)+7^4
          1 1295 2830 2447 6799
```